# Берегаевское сельское поселение
Берега́евское се́льское поселе́ние — муниципальное образование (сельское поселение) в Тегульдетском районе Томской области, Россия. В состав поселения входят 3 населённых пункта. Административный центр сельского поселения — село Берегаево. Население — 1046 чел. (по данным на 1 августа 2012 года).
Глава сельского поселения — Жендарев Олег Алексеевич. Председатель Совета — Санько Александр Николаевич.

## Население
| 2002 | 2010  | 2012  | 2013  | 2014  | 2015  |
| ---- | ----- | ----- | ----- | ----- | ----- |
| 1166 | ↘1096 | ↘1046 | →1046 | ↘1025 | ↘1001 |
| 2016 | 2017  | 2018  | 2019  | 2020  | 2021  |
| ↘973 | ↘933  | ↘908  | ↘876  | ↘868  | ↗1009 |

## Известные уроженцы
- Бауэр, Владимир Анатольевич — футболист, советский и российский политический и общественный деятель[14].

## Населённые пункты
| Населённый пункт | Население (01.08.2012) |
| ---------------- | ---------------------- |
| пос. Берегаево   | 814                    |
| пос. Красный Яр  | 9                      |
| д. Красная Горка | 223                    |

### Упразднённые населённые пункты
Тазырачево — упразднённая в 2004 году деревня.

## Социальная сфера

### Здравоохранение
На территории поселения работает одна участковая врачебная амбулатория (пос. Берегаево) и один фельдшерско-акушерский пункт (д. Красная Горка). 

### Образование
В поселении действуют две общеобразовательные школы, по одной в пос. Берегаево и д. Красная Горка.

### Культура
На территории Берегаевского сельского поселения работают две библиотеки и два Дома культуры (по одному учреждению каждого типа в пос. Берегаево и д. Красная Горка).